# Стара Земля
«Стара Земля» (пол. Stara Ziemia) — науково-фантастичний роман польського письменника Єжи Жулавського, уперше виданий у 1911 році видавництвом «Gebethner i Wolff» (Краків і Варшава). Роман є заключною, третьою частиною «Місячної трилогії», проте не є продовженням попередніх романів «На срібній планеті» і «Звитяжець», а є самостійним твором, події якого розгортаються одночасно з подіями роману «Звитяжець».

## Сюжет роману
Події роману відбуваються майже одночасно із подіями роману «Звитяжець», проте в іншому місці — на Землі. Час дії роману — на межі ХХІХ і ХХХ століття. Європа об'єдналась у єдине державне утворення, основою якого є система кооперативів. Неймовірна техніка й винаходи підтримують добробут землян. Проте не відчувається впливу егалітаризму. Буржуазія утримується завдяки праці робітників, які обслуговують сотні машин, які виконують однакові автоматичні дії. Держава стає потужною і бездушною машиною, яка обмежує свободу особистості. група інтелектуалів робить спробу захопити владу, використовуючи невдоволення робітників, до яких відносяться із погордою. Важливе значення в романі має чудовий винахід — прилад. який може знищувати матерію, сконструйований геніальним науковцем Яцеком — головним героєм роману. Ця потужна зброя стає об'єктом політичних торгів, які призводять до зміни політичного ладу… Створюючи власний образ майбутнього, Жулавський одночасно полемізує з сучасними для нього концепціями перебудови суспільних відносин. Його прогнози є також реакцією на програми перебудови суспільства на основі поглядів соціалістів, які оцінені як фантастичні методи.

## Український переклад
Українською мовою роман під назвою «Стара земля» разом із іншими частинами «Місячної трилогії» перекладено 1927 року Леонідом та Валерією Пахаревськими.